# 勝岩駅
勝岩駅（スンアムえき、승암역）は朝鮮民主主義人民共和国咸鏡北道鏡城郡に位置する朝鮮民主主義人民共和国鉄道省平羅線の駅である。

## 歴史
- 1920年10月1日：鏡城駅として開業[1]。
- 日時不明：勝岩駅に改称。